# 趙文昌

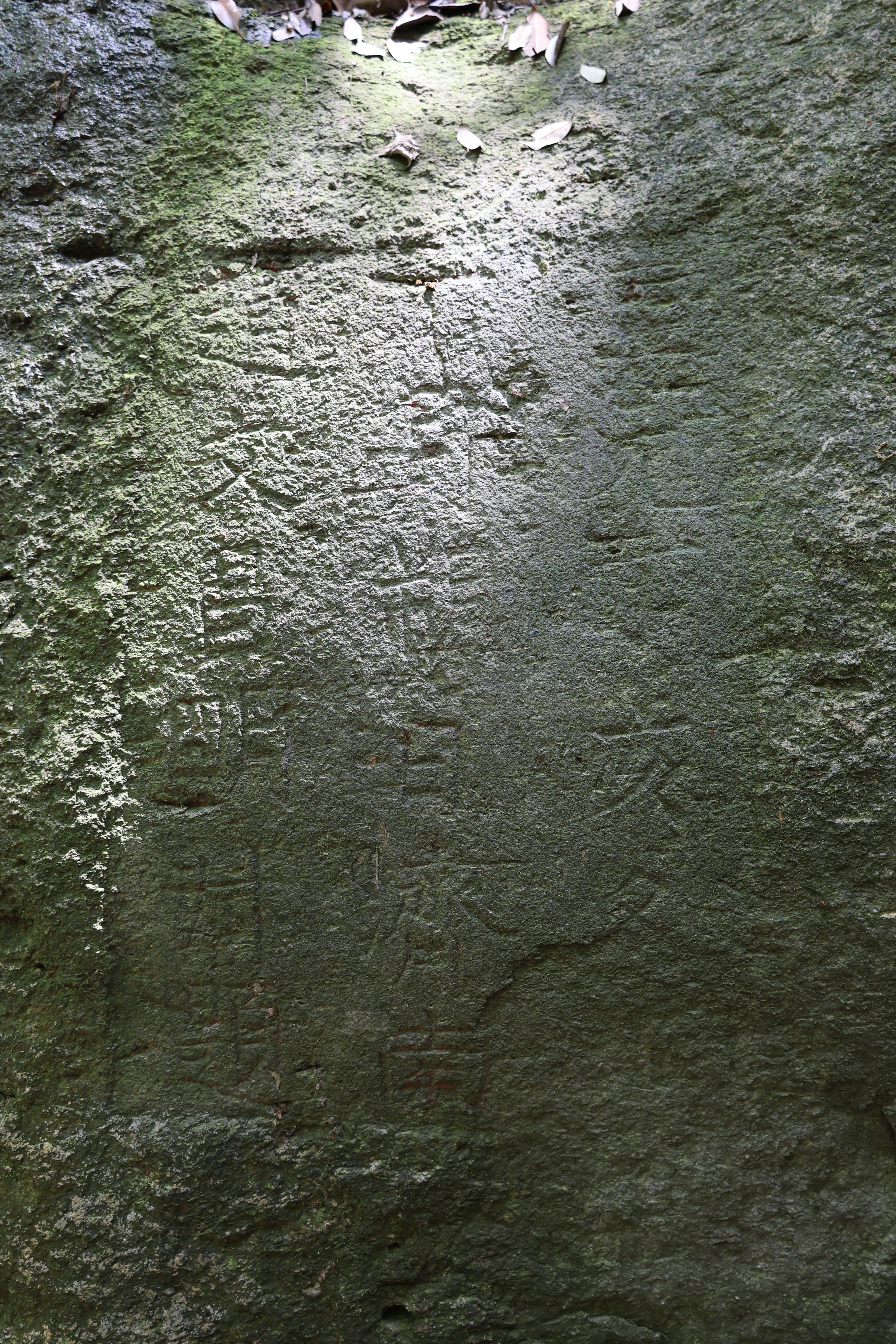
至元丁亥（1287），浙西按察使趙文昌在臨安玲瓏山的題名。

趙文昌字明叔，號西皋，濟南人。元代官員、文人。

## 履歷
元世祖至元年間，趙文昌任長清縣尹。曾出任济南副提学，為王惲薦舉，稱他“强干有称、夙夜在公、精研政事”。至元十四年（1277），除南臺監察御史。遷同知益都路總管府事，升為浙西提刑按察使。擢南台侍御史。大德二年（1298），在任福建闽海道肃政廉访使。